# Arabkir
Arabkir (in armeno: Արաբկիր) è un distretto di Erevan, la capitale dell'Armenia, situato a nord del centro della città.
Con un'area coperta di ben 12 km² (il 5.38% della superficie totale di Erevan), Arabkir è l'ottavo distretto della città in termini di estensione dimensionale. È informalmente diviso in quartieri di dimensioni minori, come Nor Arabkir, Mergelyan, Aygedzor, Stabilimento Idroelettrico di Kanaker (traducendo grossolanamente dall'armeno) e Raykom. Il maggiore asse viario che attraversa il quartiere di Arabkir è il corso Komitas; altre strade di notevole importanza sono quelle intitolate a Kiev, N. Zarian, Hrachya Kochar, Mamikonian, Al. Griboyedov, A. Khachaturian, V. Vagharshyan, V. Papazian, e N. Adontz. Le piazze principali del quartiere sono quelle intitolate a Barekamutyun e Mher Mkrtchyan.
Arabkir è principalmente un distretto commerciale animato da un numero significativo di negozi e servizi commerciali di varia dimensione e tipologia: malgrado la vocazione prettamente mercantile dell'area, tuttavia, nella sua porzione settentrionale fu installato un sito industriale di notevoli dimensioni durante l'epoca sovietica. Arabkir, abitato principalmente da residenti di media estrazione sociale (per un totale di 115 000 abitanti nel 2016), è impreziosito da due parchi, il Vahagn Davtyan e il Nor Arabkir.

## Storia

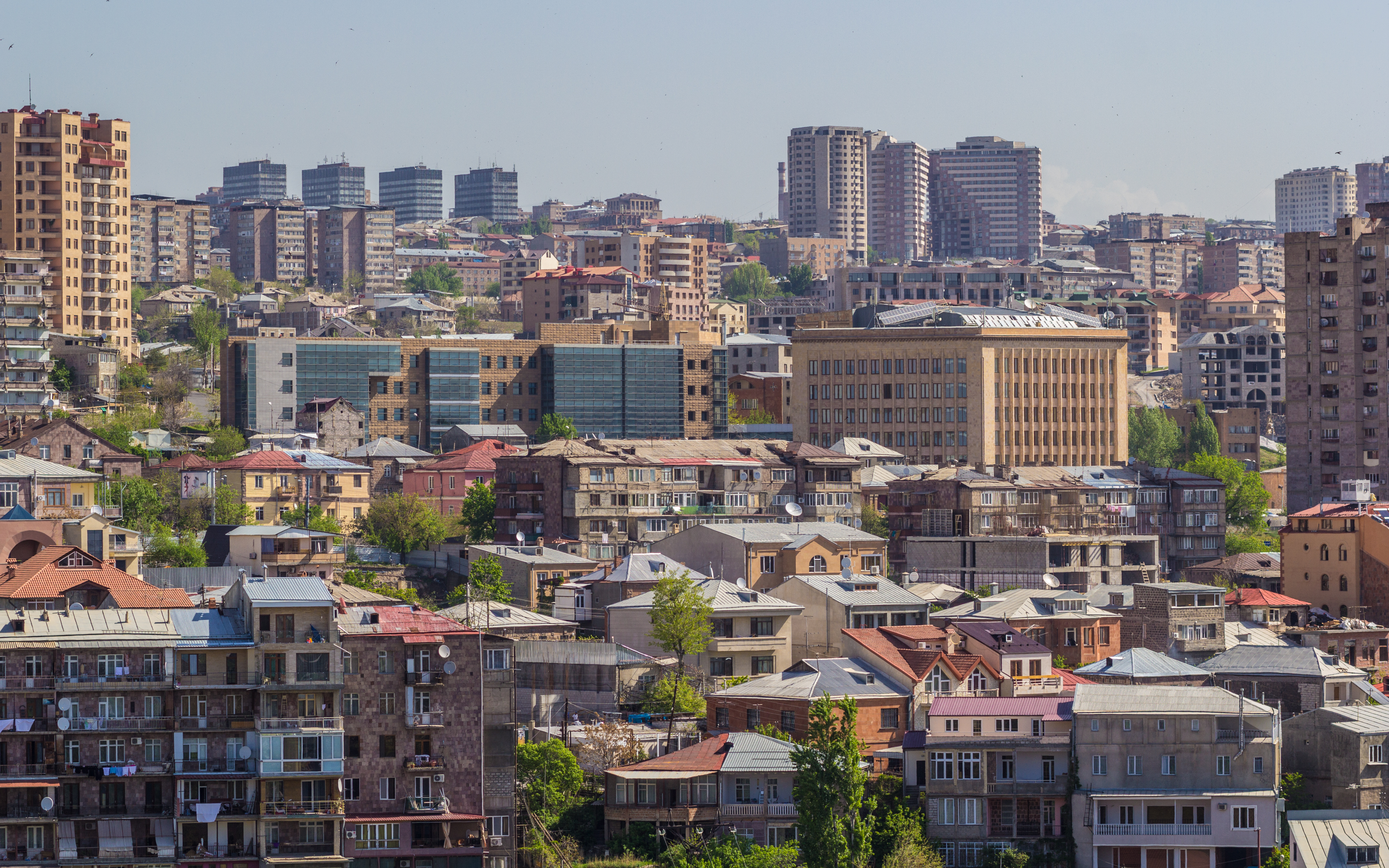
Vista del quartiere

Alla vigilia della prima guerra mondiale vi erano circa 9,523 armeni (per un totale di 1,300 unità residenziali) e 6,774 turchi che alloggiavano nella cittadina di Arapgir, nei pressi di Malatya, oggi sotto la giurisdizione turca. Dopo il genocidio del 1915, la maggior parte dei residenti armeni di Arabkir è stata assassinata o deportata: nel 1922, gli ottocento armeni superstiti al massacro hanno trovato rifugio nell'Armenia sovietica. Conseguentemente Arabkir divenne un insediamento a nord della città di Erevan destinato ad accogliere i sopravvissuti al genocidio di Arapgir.
Nella parte nordorientale del distretto, nei pressi della comunità Molokan, venne persino aperto un cimitero, poi riconvertito in parco alla fine del Novecento, con le varie tombe dislocate presso altri luoghi: nel parco, oltre alle sporadiche lastre tombali superstiti e occultate dalla vegetazione, vi è anche un monumento in memoria dei soldati provenienti dal distretto di Arabkir caduti nel corso della seconda guerra mondiale.
Nel corso del Novecento, come già accennato, Arabkir fu interessata dall'installazione di svariati impianti industriali, poi abbandonati dopo la frantumazione dell'Unione Sovietica. Sul sito precedentemente occupato dalla fabbrica automobilistica della ErAZ, in particolare, verrà costruito un distretto residenziale.

## Società

### Evoluzione demografica
Arabkir è uno dei distretti più densamente popolati di Erevan. Come attestato dal censimento del 2011, il quartiere enumerava ben 117,704 residenti (11.1% della popolazione totale della città): secondo le stime ufficiali del 2016, invece, la popolazione totale di Arabkir è pari a 115,800 (il sesto tra i vari distretti di Erevan).

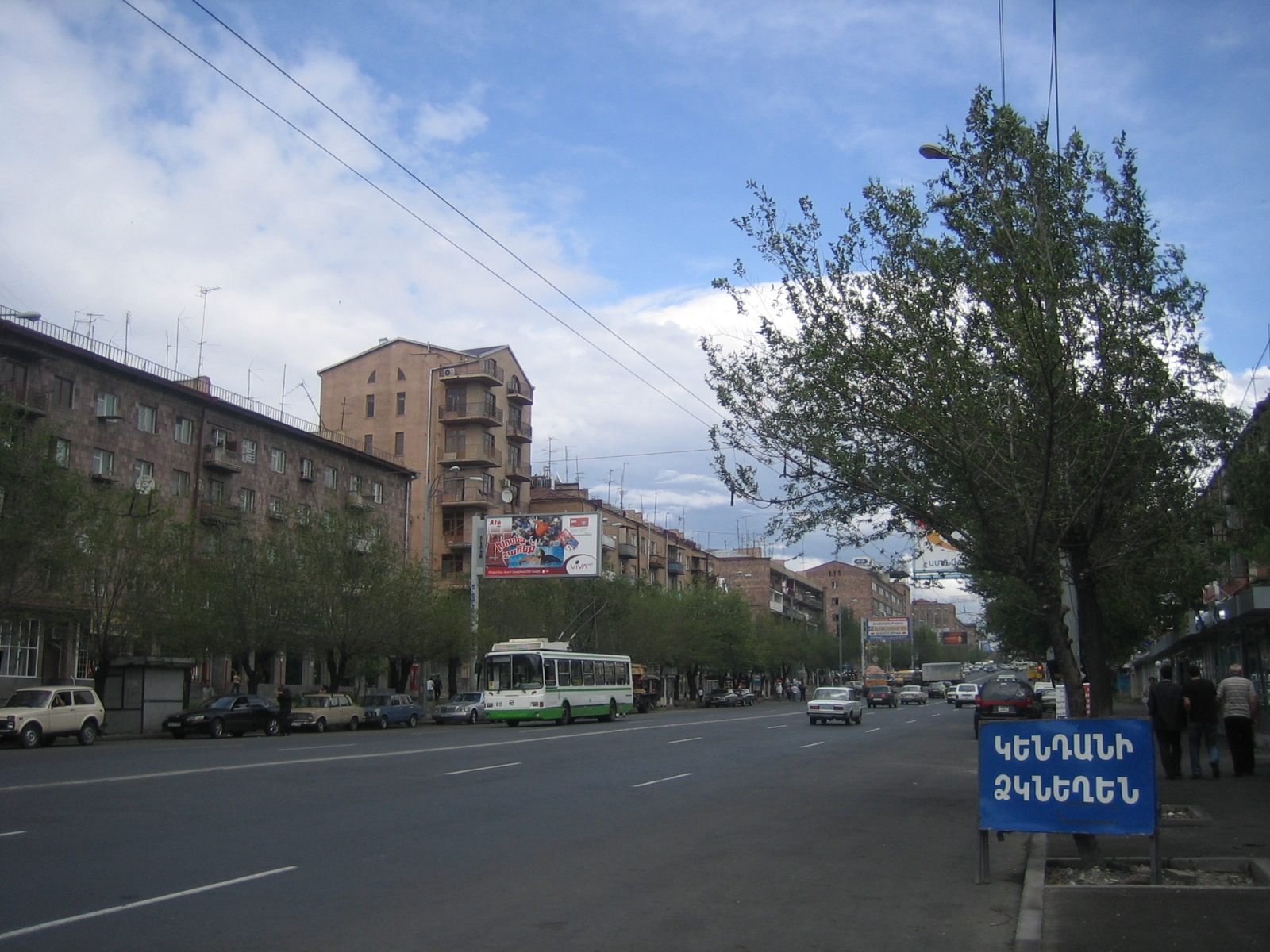
Corso Komitas

Arabkir è popolata principalmente da seguaci della Chiesa Apostolica Armena, che qui possono esprimere il proprio culto nella chiesa della Santa Croce, inaugurata nel 2018, e in futuro potranno farlo anche nella chiesa cosiddetta dei Traduttori Sacri, che verrà aperta ai fedeli nel 2020. Importante anche la piccola comunità di molokan, nativi per lo più dalle regioni settentrionali dello stato.

## Cultura
Arabkir è costellata di varie piccole librerie, di cui le più degne di menzione sono la Scientifica dell'Accademia Nazionale Armena delle Scienze (1943), la №5 (1950), quella Scientifica e Tecnologica del Centro Nazionale di Innovazione e Imprenditorialità (1963), la №6 (1976), la №33 (1947) e la №36 (1958). Operative nel distretto, rispettivamente dal 1952 e 1982, sono anche la scuole musicali Konstantin Sarajyan e Alexey Hekimyan.
Musei
- Museo Geologico Hovhannes Karapetyan (1937)
- Museo Nazionale Armeno della Medicina (1978)
- Museo Galentz (2010)
- Museo Innovativo delle Scienze Piccolo Einstein (2016)

## Infrastrutture e trasporti

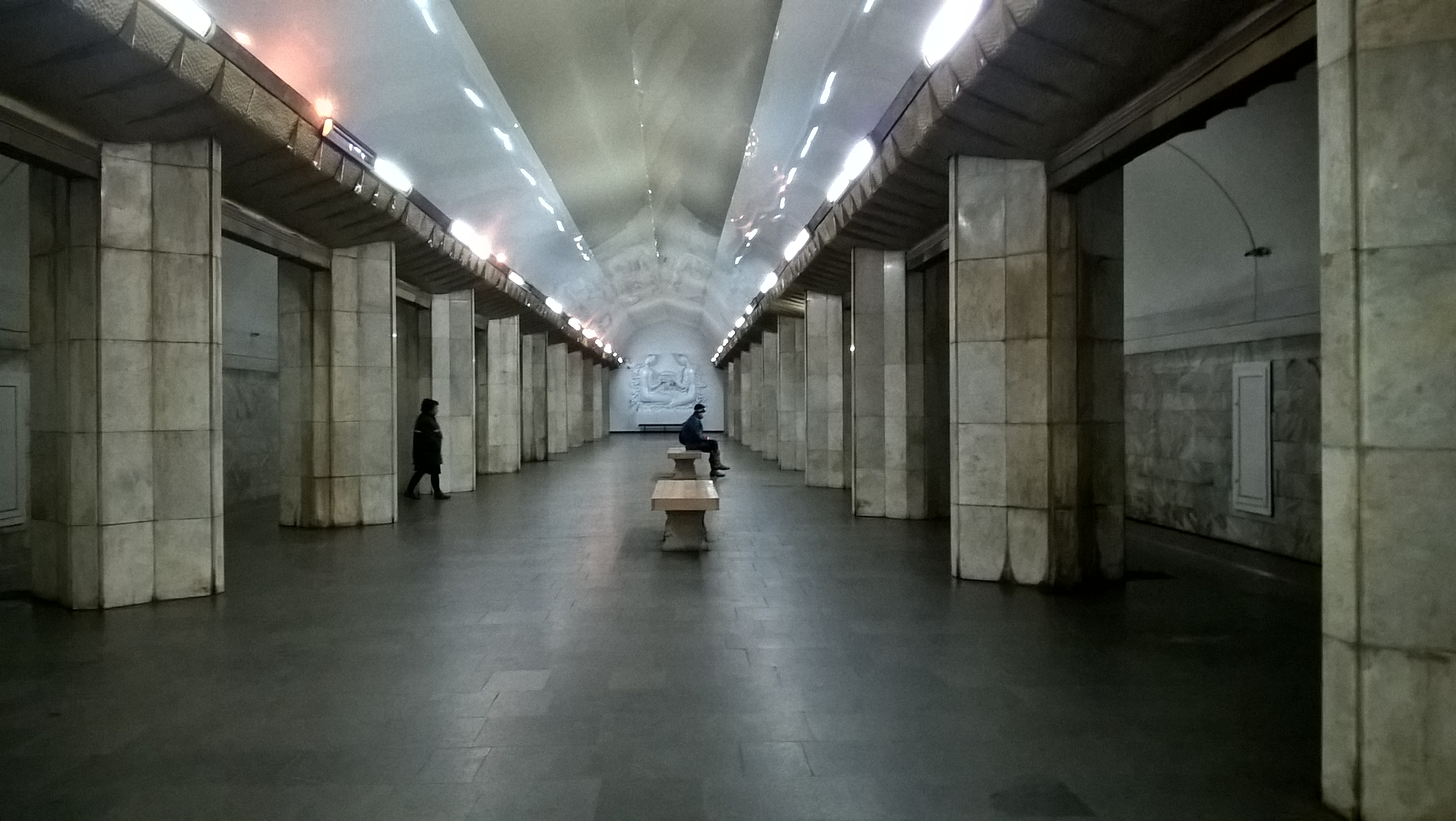
Stazione della metropolitana di Barekamutyun

Il distretto è disimpegnato e connesso con le varie altre aree di Erevan mediante il corso Komitas, la via Kiev e la stazione della metropolitana Barekamutyun [Amicizia]. Particolarmente ramificata nel quartiere anche la rete pubblica di bus e minibus.
Nel 2006 il quartiere recava:
- 40 ettari di assi viari, tra principali e secondari;
- 553 ettari di edifici e piazze;
- 385 ettari per altre destinazioni d'uso.

## Amministrazione

### Gemellaggi
L'amministrazione di Arabkir ha sviluppato per scopi culturali, economici e politici legami di stretta fraternità e cooperazioni con le seguenti comunità europee:
- Le Plessis-Robinson, Parigi, Francia, dal 2005.[4]
- Distretto Centrale, Riga, Lettonia, dal 2006.
- Deurne, Anversa, Belgio, dal 2006.
- Şişli, Istanbul, Turchia, dal 2006.